# Pteropus pilosus
Pteropus pilosus — вид рукокрилих, родини Криланових.

## Поширення, поведінка
Ендемік Палау. Відомий лише за двома зразками, зібраними до 1874 року. Полювання задля їжі місцевими жителями, можливо, було одним із факторів вимирання, а також деградація природного середовища цього мешканця лісу.